# Ryan Condal
Ryan J. Condal, född omkring 1980 i Hasbrouck Heights, New Jersey, är en amerikansk manusförfattare och exekutiv producent som är skapare och showrunner för TV-serien House of the Dragon (2022), en prequel till Game of Thrones. Condal skapade tillsammans med Carlton Cuse även TV-serien Colony (2016–2018) och skrev även manus till filmerna Hercules (2014) och Rampage (2018).